# ولاية خاتلون
ولاية ختلان (بالطاجيكية: Вилояти Хатлон)‏ هي ولاية في طاجيكستان، بلغ عدد سكانها 3٫530٫000 نسمة وذلك حسب إحصائيات سنة 2022، عاصمتها كورغان تبه، تبلغ مساحتها 24,700 كيلومتر مربع.

## التاريخ
تأسست المنطقة كـ«منطقة كورغان تيوبينسكي» في 7 يناير 1944 بموجب مرسوم صادر عن رئاسة مجلس السوفيات الأعلى لاتحاد الجمهوريات الاشتراكية السوفياتية، من أجزاء من منطقتي ستالين أباد وكولياب. من منطقة ستالين أباد، شملت فوروشيلوف آباد، وداغانا-كيكسكي، وجيليكولسكي، وكاغانوفيتشابادسكي، وكيروفوفابادسكي، وكويبيشيفابسكي، وكورغان-توبنسكي، وميكويان أبادسكي، ومولوتوف أبادسكي، وأوكتيابرسكي، وشارتوزسكي؛ من كوليابسكي شملت منطقة دانغارا.
بموجب مرسوم صادر عن رئاسة مجلس السوفيات الأعلى لاتحاد الجمهوريات الاشتراكية السوفياتية في 23 يناير 1947، تمت تصفية المنطقة من خلال ضم معظم مقاطعاتها إلى منطقة ستالين أباد، ودانغارا إلى كولياب. بعد إلغاء منطقة ستالين أباد في 10 أبريل 1951، ومنطقة كولياب في 24 أغسطس 1955، انتقلت المقاطعات السابقة لمنطقة كورغان تيوب إلى تبعية جمهورية مباشرة.
بموجب مرسوم صادر عن رئاسة مجلس السوفيات الأعلى لجمهورية طاجيكستان الاشتراكية السوفياتية في 4 أبريل 1977، تمت استعادة منطقة كورغان تيوب مرة أخرى. وشملت مدينة كورغان تيوب ومناطق فاخش، وكولخوز آباد، وكويبيشيف، وكومسانجير، وكورغان-تيوب، وشارتوز، ويافان.
في 7 أبريل 1978، تم فصل منطقة قابوديون المشكلة حديثًا عن منطقة شارتوز، وفي 6 ديسمبر 1979، تم نقل منطقة بيانج من منطقة كولياب إلى منطقة كورغان تيوب.
في 8 سبتمبر 1988، أصبحت المناطق الإدارية في المنطقة جزءًا من منطقة خاتلون التي تم تشكيلها حديثًا مع المركز مدينة كورغان تبه بموجب مرسوم صادر عن ما يسمى بهيئة رئاسة المجلس الأعلى لجمهورية طاجيكستان الاشتراكية السوفيتية نتيجة اندماج منطقتي كولياب وكورجان تيبه السابقتين، شملت المنطقة حينها مدن: كولياب، كورغان تبه، مدينة كالينيناباد «التابعة إدارياً لمجلس مدينة كورغان تيبه»، ومدينة نورك مع مجالس كيشلاك التابعة لمجلس المدينة، والمناطق: فاخش، فوز ودانغارا وجيليكول وإيليشيفسكي وقابوديانوفسكي وكولخوز آباد وكومونيست وكوبوشييف وكولياب وكومسانجير ولينينغراد وموسكو وبارخارسكي وبانجي وسوفييتسكي وخوفالينجسكي وشارتوسكي ويافانسكي. وبعد فترة، تمت استعادة منطقة كورغان-تيوب أثناء إلغاء منطقة خاتلون اعتبارًا من 24 يناير 1990، بما في ذلك مدينة كورغان تبه، وفاخش، وجيليكول، وإيليتشيف، وقابوديون، وكولكوز آباد، والشيوعي، وكويبيشيف، وكومسانغير، وبيانج. وشارتوز ويافان. وفي 1 أبريل 1991، تم فصل منطقة يافانسكي من منطقة كورغان تيوب وتم ضمها لمناطق التبعية الجمهورية.
في 2 ديسمبر 1992، ألغيت منطقة كورغان تيوب أخيرًا، وأصبحت جزءًا من منطقة خاتلون المستعادة.

## السكان
| سنة الإحصاء        | عدد السڪان |
| ------------------ | ---------- |
| تعداد 1979         | 1٫194٫708  |
| تعداد 1989         | 1٫663٫986  |
| تعداد 2010         | 2٫677٫251  |
| إحصاء 1 يناير 2015 | 2٫971٫500  |
| إحصاء 1 يناير 2022 | 2٫971٫500  |

حسب التعداد الطاجيكستاني لعام 2010 بلغ عدد سكان المنطقة 2٫677,251 نسمة، بينما بلغ حسب تقدير 2022 نحو 3٫530٫000 نسمة منهم 619,500 نسمة بالحضر و2٫910٫500 نسمة بالريف.

### العرق
حسب التعداد الطاجيكستاني لعام 2010، كان من مجمل السڪان البالغ 2٫677٫251، نحو 2٫189٫196 (81.77٪) من الطاجيك و346٫303 (12.94٪) من الأوزبك و3٫960 (0.15٪) من الروس و14٫003 (0.52٪) من التركمان و1٫123 (0.04٪) من التتار و 174 (0.01٪) من الكازاخستانيون و691 (0.03٪) من القرغيز و121٫801 (4.55٪) آخرون.

## التقسيم الإداري
حسب التقسيم الإداري لجمهورية طاجيكستان، تنقسم الولايـة لـ 4 مدن و21 مقاطعة (بالطاجيكية: Ноҳияи)‏ يرأسها رئيس، يعينه رئيس جمهورية طاجيكستان، وبكل منطقة هيئة تشريعية هي مجلس نواب الشعب الذي ينتخب من قبل ناخبي المنطقة لمدة 5 سنوات، وتضم المناطق و133 مجتمعًا (بالطاجيكية: ҷамоат، جماوات «جماعة»)‏ يضم قرى.
| المنطقة                                                       | المركز الإداري                 | المساحـة | عدد السڪان (تقدير 1 يناير 2022) | الحضر        | الريـف       | التقسيمات والتجمعات والقرى |
| ------------------------------------------------------------- | ------------------------------ | -------- | ------------------------------- | ------------ | ------------ | --- |
| مدينة بختـار (بالطاجيكية: Бохтар)‏                             |                                | 26 ڪم٢   | 126,700 نسمة                    |              |              | |
| مدينة كولوب (بالطاجيكية: Кӯлоб)‏                               |                                | 35 ڪم٢   | 222,100 نسمة                    | 105,800 نسمة | 116,300 نسمة | |
| مدينة نوراك (بالطاجيكية: Норак)‏                               |                                | 5 ڪم٢    | 64,900 نسمة                     | 28,800 نسمة  | 36,100 نسمة  | |
| مدينة ليفاكانث (بالطاجيكية: Шањри Левакант)‏                   |                                |          | 49,700 نسمة                     | 18,700 نسمة  | 31,100 نسمة  | |
| منطقة عبد الرحمن جامي (بالطاجيكية: Ноҳияи Абдураҳмони Ҷомӣ)‏   | بلدة جامي أو «عبد الرحمن جامي» | 600 ڪم٢  | 183,900 نسمة                    |              | 169,300 نسمة | بلدة واحدة (عبد الرحمن جامي «عدد سكانها 2022 نحو 14,600 نسمة») و7 تجمعات (قادر الدين غياسوف، إتيفوك، أفتيكسور، كالينين، دوستي، الذكرى الخمسون لتأسيس طاجيكستان، ياقاتوت) تضم إجمالاً 38 شارع (بلدة عبد الرحمن الجامي) و76 قرية.                                   |
| منطقة جيهون (بالطاجيكية: Ноњияи Љайњун)‏                       | دوستي                          | 1000 ڪم٢ | 145,600 نسمة                    |              | 135,000 نسمة | مدينة واحدة (دوستي «عدد سكانها حسب إحصاء 2022 نحو 10,600 نسمة») و5 تجمعات (وحدت ملي، بانج، استقلال، كومسانجير، يقادين) تضم إجمالاً 50 قرية. |
| منطقة شهريتوس (بالطاجيكية: Ноҳияи Шаҳритӯс)‏                   | شهريتوس                        | 1500 ڪم٢ | 135,700 نسمة                    |              | 119,000 نسمة | بلدة (شهريتوس «بلغ عدد سكانها حسب إحصاء 2022 نحو 16,700») و5 تجمعات (خولماتوف، جورا نزاروف، أوبشورون، باختوبود، طالباك صدر دينوف) تضم إجمالاً 49 قرية. |
| منطقة بالجوفان (بالطاجيكية: Ноҳияи Балҷувон)‏                  | بالجوفان                       | 1300 ڪم٢ | 32,700 نسمة                     |              | 32,700 نسمة  | 5 تجمعات منهم بلدة بالجوفان (سيف رحيم، ساري خسور، سفر أميرشوف، طاجيكستان) تضم إجمالاً 105 قرية. |
| منطقة كوشانيان (بالطاجيكية: Ноҳияи Кӯшониён)‏                  | إسماعيل سوموني                 | 600 ڪم٢  | 260,500 نسمة                    | 21,800 نسمة  | 238,700 نسمة | 3 مدن (إسماعيل سوموني «عدد سكانها حسب إحصاء 2022 نحو 10,500 نسمة»، بستانكالا «عدد سكانها حسب إحصاء 2022 نحو 4,900 نسمة»، بختريان «عدد سكانها حسب آحصاء 2022 نحو 6,400 نسمة») 5 تجمعات (أوريان، سرفاتي إستقلال، نافباهور، مهنت آبـاد، زارجار) تضم إجمالاً 95 قرية. |
| منطقة فاخش (بالطاجيكية: Ноҳияи Вахш)‏                          | فخش                            | 1000 ڪم٢ | 213,000 نسمة                    | 22,500 نسمة  | 190,500 نسمة | بلدتان (فخش «عدد سكانها حسب إحصاء 2022 نحو 16,700 نسمة»، كيروف «عدد سكانها حسب إحصاء 2022 نحو 5,800 نسمة») و5 تجمعات (مشعل، روداكي، الذكرى العشرون لاستقلال طاجيكستان، طاجيك آباد، وحدت) تضم إجمالاً 66 قرية.                                                     |
| منطقة فوز (بالطاجيكية: Ноҳияи Восеъ)‏                          | هلبوك                          | 800 ڪم٢  | 228,200 نسمة                    |              | 196,100 نسمة | بلدة (هلبوك «عدد سكانها حسب إحصاء 2022 نحو 32,100 نسمة») و7 تجمعات (عبدي افازوف، جوليستون، ميرالي محمدالييف، خودويور رجبوف، أبو عبد الله روداكي، توجاراك، ميرزالي فايزوف) تضم إجمالاً 70 قرية.                                                                    |
| منطقة دانغارا (بالطاجيكية: Ноњияи Данѓара)‏                    | دانغارا                        | 2000 ڪم٢ | 171,900 نسمة                    |              | 147,000 نسمة | بلدة واحدة (دانغارا «عدد سكانها حسب إحصاء 2022 نحو 24,900») و8 تجمعات (سافوبخش، بوشينج، كوريز، سانجتودا، سيبيستان، عصمت شاريبوف، لولازور، لوهور) تضم إجمالاً 86 قرية.                                                                                             |
| منطقة يوفون (بالطاجيكية: Ноҳияи Ёвон)‏                         | يوفون                          | 900 ڪم٢  | 248,100 نسمة                    | 44,000 نسمة  | 204,100 نسمة | مدينتين (يوفون «عدد سكانها حسب إحصاء 2022 نحو 39,600 نسمة»، هايوتيناف «عدد سكانها حسب إحصاء 2022 نحو 4,400 نسمة») و7 تجمعات (شرغول، دهانا، حسن حسينوف، نورين، أوبشورون، سيتوراي سورخ، جولسارا يوسوفوفا) تضم إجمالاً 75 قرية.                                      |
| منطقة جلال الدين البلخي (بالطاجيكية: Ноҳияи Ҷалолиддин Балхӣ)‏ | بلخ                            | 900 ڪم٢  | 210,500 نسمة                    | 27,000 نسمة  | 183,500 نسمة | بلدتان (بلخ «عدد سكانها حسب إحصاء 2022 نحو 19,800 نسمة»، أورزو «عدد سكانها حسب إحصاء 2022 نحو 7,200 نسمة») و6 تجمعات (فرونزي، كالينين، مادانيات، نافوبود، توغالون، أوزون) تضم إجمالاً 91 قرية.                                                                    |
| منطقة مؤمن آباد (بالطاجيكية: Ноҳияи Мӯъминобод)‏               | مؤمن آباد                      | 900 ڪم٢  | 99,300 نسمة                     |              | 83,300 نسمة  | بلدة واحدة (مؤمن آباد «عدد سكانها حسب إحصاء 2022 نحو 16,000 نسمة») و6 تجمعات (بلخوبي، بوقجاي، شيلدوختارون، دهيبالاند، نوراليشو نزاروف، شمس الدين شاهين) تضم إجمالاً 119 قرية.                                                                                     |
| منطقة حمدوني (بالطاجيكية: Ноҳияи Ҳамадонӣ)‏                    | موسكوفسكي                      | 500 ڪم٢  | 154,300 نسمة                    |              | 130,100 نسمة | بلدة واحدة (موسكوفسكي «عدد سكانها حسب إحصاء 2022 نحو 24,200 نسمة») و7 تجمعات (تشوبيك، داشتيغولو، مهنت أباد، بانجوب، بانجرود، قهرمون، توردييف) تضم إجمالاً 48 قرية.                                                                                                |
| منطقة ناصر خسروف (بالطاجيكية: Ноҳияи Носири Хусрав)‏           | باهوري                         | 800 ڪم٢  | 45,100 نسمة                     |              | 45,100 نسمة  | 3 تجمعات (فيروزة، نافروز، استقلال) تضم 33 قرية. |
| منطقة بانج (بالطاجيكية: Ноњияи Панљ)‏                          | بانج                           | 900 ڪم٢  | 124,100 نسمة                    |              | 110,200 نسمة | بلدة واحدة (بانج «عدد سكانها حسب إحصاء 2022 نحو 13,800 نسمة») و5 تجمعات (كابوت سيفوتدينوف، ميهفار، نامونا، نوري وحدت، أوزوداجون) تضم إجمالاً 58 قرية. |
| منطقة تيمورمالك (بالطاجيكية: Ноҳияи Темурмалик)‏               | بهمنرود                        | 1000 ڪم٢ | 75,300 نسمة                     |              | 62,000 نسمة  | بلدة واحد (بهمنرود «عدد سكانها حسب إحصاء 2022 نحو 13,300 نسمة») و6 تجمعات (كوشكتيبه، تانوبشي، حسين آباد، كنجورت، سيدومين رحيموف، شيلشاه) تضم إجمالاً 57 قرية. |
| منطقة خوفالينج (بالطاجيكية: Ноњияи Ховалинг)‏                  | خوفالينغ                       | 1700 ڪم٢ | 58,300 نسمة                     |              | 57,800 نسمة  | بلدة (خوفالينج «ضمن تجمع خوفالينج» و5 تجمعات (غفور ميرزو، جومباخت، خوفالينج «ويبلغ عدد سكانها حسب إحصاء 2022 نحو 500 نسمة»، لوهوتي، شوجنوف) تضم إجمالاً 71 قرية.                                                                                                  |
| منطقة فارخور (بالطاجيكية: Ноњияи Фархор)‏                      | فارخور                         | 1,200 ڪم | 179,100 نسمة                    |              | 151,400 نسمة | بلدة (فارخور «عدد سكانها حسب إحصاء 2022 نحو 27,700 نسمة» و9 تجمعات (درقاد، دهقان أباد، خوتان، جايرات، جولشان، الذكرى العشرون لاستقلال طاجيكستان، فاتان، خراسان، زافار) تضم إجمالاً 48 قرية.                                                                       |
| منطقة خراسان (بالطاجيكية: Ноњияи Хуросон)‏                     | أوبيكيك                        | 900 ڪم٢  | 126,300 نسمة                    |              | 114,900 نسمة | بلدة (أوبيكيك «عدد سكانها حسب إحصاء 2022 نحو 11,400 نسمة») و5 تجمعات (صدر الدين عيني، فخر أباد، غلاوبود، هيلولي، قيزيلقالا) تضم إجمالاً. |
| منطقة دوستي (بالطاجيكية: Ноњияи Дўстї)‏                        | جيليكول                        | 1200 ڪم٢ | 122,000 نسمة                    |              | 116,000 نسمة | بلدة (الذكرى العشرون لاستقلال طاجيكستان «عدد سكانها حسب إحصاء 2022 نحو 6,000 نسمة») وخمسة جماعات (جيليكوال، دهقان أباد، نافزامين، نوري فخش، جوردي جولمورادوف) تضم 50 قرية.                                                                                       |
| منطقة قوبوديان (بالطاجيكية: Ноњияи Ќубодиѐн)‏                  | قوبوديان                       | 1800 ڪم٢ | 195,100 نسمة                    |              | 182,600 نسمة | مستوطنة (قوبوديان «عدد سكانها حسب إحصاء 2022 نحو 12,500 نسمة» و6 تجمعات (زركامار، نافوبود، ناصر خسراف، اشموراد نيازوف، تختي سانجين، الذكرى العشرون للاستقلال، أوتاكارا نزاروف) تضم إجمالاً 48 قرية.                                                               |
| منطقة شمس الدين شاهين (بالطاجيكية: Ноҳияи Шамсиддин Шоҳин)‏    | شرو آباد                       | 2300 ڪم٢ | 57,700 نسمة                     |              | 57,700 نسمة  | بلدة (شرو آباد) و7 تجمعات (شرو آباد، دشتي جيم، داغستان، نور الدين محمودوف، لانغاردارا، شاغام، ساري شاشما) تضم إجمالاً 95 قرية. |

## رؤساء الولاية
| الإسـم                              | تولي المنصب    | ترك المنصب    |
| ----------------------------------- | -------------- | ------------- |
| دافلاتالي سعيد                      | 5 يناير 2023   | الآن          |
| قوربان حكيمزاده                     | 14 يناير 2019  | 5 يناير 2023  |
| دافلاتشو كوربونالييفيتش جولماخمادوف | 27 نوفمبر 2013 | 14 يناير 2019 |
| غايبولو أفزالوف                     | 27 فبراير 2007 | 26 مارس 2014  |
| أميرشو ميرالييف                     | مايو 2001      | 4 ديسمبر 2006 |

## الموقع
تشترك في الحدود مع:
- مقاطعات التبعية الجمهورية (طاجيكستان)
- ولايات تخار، كنر، بلخ (أفغانستان)
- ولاية صرخنداريا (أوزبكستان)

## أعلام
- شقيق البلخي
- ناصر خسرو